# Ясінянська селищна рада
Ясінянська се́лищна ра́да — адміністративно-територіальна одиниця та орган місцевого самоврядування в Рахівському районі Закарпатської області. Адміністративний центр — селище міського типу Ясіня.

## Загальні відомості
- Населення ради: 8 850 осіб (станом на 2001 рік)

## Населені пункти
Селищній раді підпорядковані населені пункти:
- смт. Ясіня
- с. Лазещина
- с. Чорна Тиса
- с. Кваси

## Склад ради
Рада складається з 25 депутатів та голови.
- Голова ради: Делятинчук Андрій Іванович
- Секретар ради: Дренкалюк Олена Юріївна

### Керівний склад попередніх скликань
| Прізвище, ім'я, по батькові    | Основні відомості                                                            | Дата обрання | Дата звільнення |
| ------------------------------ | ---------------------------------------------------------------------------- | ------------ | --------------- |
| Делятинчук Андрій Іванович     | Селищний голова, 1982 року народження, освіта вища, безпартійний             | 28.10.2020   |                 |
| Зелінський Едуард Франтішкович | Селищний голова, 1965 року народження, освіта вища, член партії Єдиний Центр | 31.10.2010   | 31.10.2020      |
| Поляк Дмитро Юрійович          | Селищний голова, 1958 року народження, безпартійний                          | 26.03.2006   | 31.10.2010      |

Примітка: таблиця складена за даними сайту Верховної Ради України

### Депутати
За результатами Місцеві вибори в Україні 2020 депутатами ради стали:

#### За суб'єктами висування
| Суб'єкт висування                      | Кількість обраних депутатів | %     |
| -------------------------------------- | --------------------------- | ----- |
| Європейська партія України             | 6                           | 23.08 |
| За майбутнє (партія)                   | 4                           | 15.38 |
| ПОЛІТИЧНА ПАРТІЯ "РІДНЕ ЗАКАРПАТТЯ"    | 4                           | 15.38 |
| Слуга народу                           | 3                           | 11.54 |
| Європейська Солідарність               | 3                           | 11.54 |
| Опозиційна платформа — За життя        | 2                           | 7.69  |
| Всеукраїнське об'єднання «Батьківщина» | 2                           | 7.69  |
| Сила і честь (партія)                  | 2                           | 7.69  |

#### За округами
| № ТВО                                                   | Прізвище, ім'я, по батькові     | Дата визнання обраним | Освіта             | Партійна приналежність                 | Відомості про обраного депутата                               |
| ------------------------------------------------------- | ------------------------------- | --------------------- | ------------------ | -------------------------------------- | ------------------------------------------------------------- |
| Політична партія Всеукраїнське об’єднання "Батьківщина" |                                 |                       |                    |                                        |                                                               |
| 1й канд.                                                | Вербіцький Василь Васильович    | 25.10.2020            | вища               | Всеукраїнське об’єднання "Батьківщина" | КБЗ, Начальник Кевелівського відділення                       |
| 1                                                       | Сов’як Вікторія Юріївна         | 25.10.2020            | вища               | Всеукраїнське об’єднання "Батьківщина" | УСЗН Рахівської РДА, Державний соціальний інспектор           |
| Політична партія "Європейська партія України"           |                                 |                       |                    |                                        |                                                               |
| 1й канд.                                                | Делятинчук Андрій Іванович      | 25.10.2020            | вища               | безпартійний                           | Рахівська РДА, Завідувач сектору з питань НАП та ДР           |
| 1                                                       | Криниця Галина Валеріївна       | 25.10.2020            | вища               | безпартійна                            | Ясінянська ЗОШ І-ІІІ ступенів №1, Вчитель математики          |
| 1                                                       | Дуцак Іван Іванович             | 25.10.2020            | середня спеціальна | безпартійний                           | Фізична особа- приватний підприємець                          |
| 3                                                       | Лазарович Юрій Михайлович       | 25.10.2020            | середня спеціальна | безпартійний                           | Закарпаттяобленерго, Майстер дільниці                         |
| 3                                                       | Дренкалюк Олена Юріївна         | 25.10.2020            | вища               | безпартійна                            | Лазещинська сільська рада, Секретар виконавчого комітету      |
| 4                                                       | Павлюк Анатолій Михайлович      | 25.10.2020            | вища               | безпартійний                           | Фізична особа- приватний підприємець                          |
| ПОЛІТИЧНА ПАРТІЯ "ЄВРОПЕЙСЬКА СОЛІДАРНІСТЬ"             |                                 |                       |                    |                                        |                                                               |
| 1й канд.                                                | Бронтерюк Наталія Миколаївна    | 25.10.2020            | вища               | безпартійна                            | Ясінянська ЗОШ І-ІІІ ст. №2, Вчитель математики               |
| 1                                                       | Шітив Наталія Миколаївна        | 25.10.2020            | вища               | безпартійна                            | Фізична особа- приватний підприємець                          |
| 2                                                       | Діміч Віталій Васильович        | 25.10.2020            | вища               | безпартійний                           | Фізична особа- приватний підприємець                          |
| ПОЛІТИЧНА ПАРТІЯ "ЗА МАЙБУТНЄ"                          |                                 |                       |                    |                                        |                                                               |
| 1й канд.                                                | Андріюк Дмитро Дмитрович        | 25.10.2020            | вища               | безпартійний                           | ПП "Крокус", Директор                                         |
| 1                                                       | Бунтушак Михайло Михайлович     | 25.10.2020            | вища               | безпартійний                           | Фізична особа- приватний підприємець                          |
| 1                                                       | Тимощенко Сергій Володимирович  | 25.10.2020            | вища               | безпартійний                           | Непрацюючий                                                   |
| 3                                                       | Ключівська Оксана Іванівна      | 25.10.2020            | вища               | безпартійна                            | ДНЗ с. Лазещина, Завідуюча                                    |
| ПОЛІТИЧНА ПАРТІЯ "ОПОЗИЦІЙНА ПЛАТФОРМА – ЗА ЖИТТЯ"      |                                 |                       |                    |                                        |                                                               |
| 1й канд.                                                | Зелінський Володимир Золтанович | 25.10.2020            | вища               | "ОПОЗИЦІЙНА ПЛАТФОРМА – ЗА ЖИТТЯ"      | Ясінянське ДЛМГ, Єгер                                         |
| 4                                                       | Поп’юк Іван Іванович            | 25.10.2020            | вища               | безпартійний                           | Фізична особа- приватний підприємець                          |
| ПОЛІТИЧНА ПАРТІЯ "РІДНЕ ЗАКАРПАТТЯ"                     |                                 |                       |                    |                                        |                                                               |
| 1й канд.                                                | Климпуш Оксана Едуардівна       | 25.10.2020            | вища               | безпартійна                            | Ясінянська ЗОШ І-ІІ ступенів № 3, Вчитель                     |
| 1                                                       | Рещук Василина Дмитрівна        | 25.10.2020            | вища               | безпартійна                            | Ясінянська селищна рада, Секретар селищної ради               |
| 3                                                       | Климпуш Галина Василівна        | 25.10.2020            | вища               | безпартійна                            | Рахівський центр науково-технічної творчості, Керівник гуртка |
| 3                                                       | Іванків Ігор Володимирович      | 25.10.2020            | вища               | безпартійний                           | КБЗ, Начальник відділення                                     |
| Політична партія "Сила і Честь"                         |                                 |                       |                    |                                        |                                                               |
| 1й канд.                                                | Писар Василь Васильович         | 25.10.2020            | вища               | Політична партія "Сила і Честь"        | Квасівська ЗОШ І-ІІІ ст., Вчитель                             |
| 1                                                       | Тулайдан Леся Юріївна           | 25.10.2020            | вища               | Політична партія "Сила і Честь"        | Ясінянська ЗОШ І-ІІІ ст. № 1, Вчитель фізики                  |
| ПОЛІТИЧНА ПАРТІЯ "СЛУГА НАРОДУ"                         |                                 |                       |                    |                                        |                                                               |
| 1й канд.                                                | Гафіяк Юрій Юрійович            | 25.10.2020            | вища               | безпартійний                           | ТОВ "Крафтове пиво", Пивовар                                  |
| 1                                                       | Піпаш Ігор Васильович           | 25.10.2020            | вища               | безпартійний                           | Ясінянське ЛМГ, директор                                      |
| 1                                                       | Брандіс Іванна Михайлівна       | 25.10.2020            | вища               | безпартійна                            | Ясінянська селищна рада, спеціаліст                           |